# Onchan
Onchan (manx Kione Droghad lub Connaghyn) – miasto na wschodnim wybrzeżu wyspy Man; 9245 mieszkańców (2008) Drugie co do wielkości miasto wyspy.